# Васил Едрев
Васил Иванов Едрев е български политик и бивш полицай, кмет на Айтос от 2011 г.

## Биография
Васил Едрев е роден на 23 февруари 1958 г. село Разбойна (община Руен), Народна република България. Завършва педагогическа специалност в Шуменският университет „Епископ Константин Преславски“, след което преподава в СОУ „Елин Пелин“ в село Руен, Бургаско. От 1987 до 2007 г. работи в системата на МВР. От 2007 до 2009 г. е директор на Областна дирекция на МВР – Бургас. Той е пенсиониран скоропостижно след идването на правителството на ГЕРБ през 2009 г. До 2011 г. е регионален мениджър по охрана в частна фирма.

### Политическа дейност
На местните избори през 2011 г. е кандидат за кмет на община Айтос, издигнат от Инициативен комитет. На проведения първи тур той получава 3142 гласа (или 21,52%) и се нарежда на трето място, след Евгени Врабчев от БСП с 3628 гласа (или 24,84%) и Ружди Хасан от ДПС с 3555 гласа (или 24,34%). Васил Едрев стига до балотаж, след като кандидатът Руджи Хасан от ДПС се отказва от надпреварата. Той печели на втори тур с 7262 гласа (или 57,69%).
На местните избори през 2015 г. е кандидат за кмет на община Айтос, издигнат от ГЕРБ. На проведения първи тур той получава 5910 гласа (или 45,84%) и се явява на балотаж с втория след него Севим Али от ДПС с 4147 гласа (или 32,17%). Печели на втори тур с 9148 гласа (или 75,22%).
На местните избори през 2019 г. е избран от първи тур за кмет на община Айтос, издигнат от ГЕРБ. На проведения първи тур той получава 7172 гласа (или 57,87%), втори след него е Ивелин Йорданов от ДПС с 2990 гласа (или 24,13%).